# Jørn Inge Tunsberg
Jørn Inge Tunsberg (ur. 4 grudnia 1970) – norweski muzyk, kompozytor i multiinstrumentalista. Jørn Inge Tunsberg znany jest przede wszystkim z występów w zespole Hades, w latach późniejszych przekształconym w Hades Almighty. Od 2008 roku jest także członkiem industrial metalowej grupy Dominanz. Muzyk współpracował ponadto z takimi grupa muzycznymi jak: Immortal, Old Funeral oraz Amputation.
W latach 1992–1994 odbył karę pozbawienia wolności za podpalenie kościoła Åsane w Bergen wraz z Vargiem Vikernesem.

## Wybrana dyskografia
- Amputation - Achieve The Mutilation (demo, 1989, wydanie własne)
- Amputation - Slaughtered in the Arms of God (demo, 1990, wydanie własne)
- Immortal - Immortal (demo, 1991, wydanie własne)
- Hades Almighty - Millenium Nocturne (1999, Hammerheart Records)
- Hades Almighty - The Pulse of Decay (2001, Psycho Bitch Records)
- Old Funeral - Grim Reaping Norway (2002, Hearse Records)
- Dominanz - As I Shine (2011, Industrial Silence Productions)

## Filmografia
- Satan rir media (1998, film dokumentalny, reżyseria: Torstein Grude)
- Metal: A Headbanger’s Journey (2005, film dokumentalny, reżyseria: Sam Dunn, Scot McFayden, Jessica Joy Wise)